# Wabasemowenenewak
Wabasemowenenewak (white dog tribe), neidentificirana banda Chippewa Indijanaca blizu white rocka, možda u Minnesoti. Kod Longa (1824) se spominju kao Wabasemo Wenenewak, a kod Wm. Jonesa kao Wabasimowininiwag (1905).